# ولفلیت (ماساچوست)
ولفلیت، ماساچوست
ولفلیت(به انگلیسی: Wellfleet) شهرکی در شهرستان بارنستبل ایالت ماساچوست می‌باشد که در سال ۱۷۷۵ بنیان‌گذاری شده‌است. این شهرک در سرشماری سال ۲۰۱۰ میلادی، ۲٬۷۵۰ نفر جمعیت داشته‌است.